# Grad Neuhaus
Grad Neuhaus je bil grad, ki se je nahajal na vzpetini nad Tržičem.
Prvič je bil omenjen leta 1320 in je najverjetneje nastal z novo naselbino. Njegovi lastniki so bili oblastniki nad zgornjim delom Tržiča. V času Friderika III. so grad podedovali grofje Paradeiserji, ki so dve stoletji gospodovali nad svojim delom Tržiča, ki jim je pripadal z vsemi pravicami, ljudmi, posestvi in sodno oblastjo. Požar leta 1811 ni prizanesel niti gradu. Grof Radetzky je dal na starih temeljih postaviti nov dvorec.